# Vladislavs Kozlovs
Vladislavs Kozlovs (in russo Владислав Леонидович Козлов?; Rēzekne, 30 novembre 1987) è un ex calciatore lettone, di ruolo attaccante.

## Carriera

### Club
Ha cominciato la sua carriera nel 2005 con la maglia del Dižvanagi Rēzekne disputando la 1. Līga. Ottenne subito la promozione in Virslīga 2006, grazie al terzo posto finale e al fatto che le squadre ai primi due posti erano formazioni riserve non ammissibili in Virslīga. Debuttò così nella massima serie lettone, in cui giocò 23 partite con due reti all'attivo, ma la squadra finì ultima retrocedendo.
Si trasferì nel 2007 al Metta/LU in seconda serie, rimanendovi per tre stagioni. Nel 2010 si trasferì al Jelgava in Virslīga, vincendo subito la Coppa di Lettonia 2009-2010. Il 15 luglio 2010 fece il suo esordio nelle coppe europee giocando l'andata del primo turno preliminare di UEFA Europa League 2010-2011 contro il Molde; nel 2011 Kozlovs si classificò terzo nella classifica cannonieri con 16 reti all'attivo. Nel 2012 Ventspils dove in due stagione vinse un campionato lettone, oltre alla sua seconda Coppa di Lettonia.
Poco impiegato nel Ventspils, Kozlovs tornò al Jelgava nel 2014, classificandosi di nuovo terzo nella classifica cannonieri con 15 reti. Nel 2015 tentò l'avventura in Estonia, disputando la Meistriliiga 2015 con la maglia dell'Infonet. Tornato immediatamente in patria, vestì la maglia dello Spartaks Jūrmala con cui in due stagioni vinse altrettanti campionati.
Nel febbraio del 2018 firmò per la terza volta in carriera per il Jelgava. L'anno seguente si trasferì al Liepāja; a campionato in corso e con sei presenze in campionato all'attivo nel giugno del 2019 diede l'addio al calcio giocato.

### Nazionale
Ha esordito in nazionale il 17 novembre 2010, subentrando nei minuti finali dell'amichevole contro la Cina a Daniils Turkovs. Tra il 2010 e il 2012 ha collezionato 3 presenze, tutte da sumbentrato, vincendo la Coppa del Baltico 2012.

## Statistiche

### Cronologia presenze e reti in Nazionale
| Cronologia completa delle presenze e delle reti in nazionale ― Lettonia | Cronologia completa delle presenze e delle reti in nazionale ― Lettonia | Cronologia completa delle presenze e delle reti in nazionale ― Lettonia | Cronologia completa delle presenze e delle reti in nazionale ― Lettonia | Cronologia completa delle presenze e delle reti in nazionale ― Lettonia | Cronologia completa delle presenze e delle reti in nazionale ― Lettonia | Cronologia completa delle presenze e delle reti in nazionale ― Lettonia | Cronologia completa delle presenze e delle reti in nazionale ― Lettonia |
| Data                                                                    | Città                                                                   | In casa                                                                 | Risultato                                                               | Ospiti                                                                  | Competizione                                                            | Reti                                                                    | Note                                                                    |
| ----------------------------------------------------------------------- | ----------------------------------------------------------------------- | ----------------------------------------------------------------------- | ----------------------------------------------------------------------- | ----------------------------------------------------------------------- | ----------------------------------------------------------------------- | ----------------------------------------------------------------------- | ----------------------------------------------------------------------- |
| 17-11-2010                                                              | Kunming                                                                 | Cina                                                                    | 1 – 0                                                                   | Lettonia                                                                | Amichevole                                                              | -                                                                       | 77’                                                                     |
| 10-8-2011                                                               | Riga                                                                    | Lettonia                                                                | 0 – 2                                                                   | Finlandia                                                               | Amichevole                                                              | -                                                                       | 71’                                                                     |
| 3-6-2012                                                                | Võru                                                                    | Finlandia                                                               | 1 – 1 dts (5-6 dtr)                                                     | Lettonia                                                                | Coppa del Baltico 2012                                                  | -                                                                       | 82’                                                                     |
| Totale                                                                  |                                                                         | Presenze                                                                | 3                                                                       |                                                                         | Reti                                                                    | 0                                                                       |                                                                         |

## Palmarès

### Club
- Campionato lettone: 3

Ventspils: 2013
Spartaks Jūrmala: 2016, 2017
- Coppa di Lettonia: 2

Jelgava: 2009-2010
Ventspils: 2012-2013

### Nazionale
- Coppa del Baltico: 1

2012